# Ithomia nigrimargo
Ithomia nigrimargo är en fjärilsart som beskrevs av Butler 1873. Ithomia nigrimargo ingår i släktet Ithomia och familjen praktfjärilar. Inga underarter finns listade i Catalogue of Life.